# Émile Gilioli
Émile Gilioli né à Paris le 10 juin 1911 et mort dans la même ville le 19 janvier 1977 est un sculpteur français.
Il est l'un des représentants de la sculpture abstraite française des années 1950.

## Biographie
Émile Gilioli naît dans une famille de cordonniers italiens installée à Paris au bord du canal Saint-Martin. Après la Première Guerre mondiale, la famille se rapproche de l'Italie et s'installe à Nice. 
En 1932, Émile Gilioli prend des cours à l’École des arts décoratifs de Nice, notamment avec la future artiste Marie Raymond, et est élève aux Beaux-Arts de Paris dans l'atelier de sculpture de Jean Boucher. Il y rencontre notamment Edgard Pillet, qui partage le même atelier.
Durant la Seconde Guerre mondiale, il est mobilisé à Grenoble où il passe le restant de la guerre. Il fait la connaissance d'Andry Farcy, conservateur du musée des Beaux-Arts de Grenoble, et lui fait découvrir le cubisme.
Après la guerre, Émile Gilioli s'installe à Saint-Martin-de-la-Cluze, près de Grenoble, où il sculpte dans son atelier. Son art s'associe d’une certaine façon à des faits de la Résistance française. Il se lie d'amitié avec Thomas Gleb. Il conseille à son ami Georges Ladrey qui veut quitter les Alpes pour Paris avec l'intention de se perfectionner dans une école d'art, de développer personnellement sa vision artistique, jugeant sa technique suffisamment affirmée.
En 1947, il expose au Salon des réalités nouvelles à Paris.
En 1949, il participe au premier Salon de la jeune sculpture dans le jardin et la chapelle du musée Rodin à Paris. Le premier salon accueillait 63 sculpteurs parmi lesquels Émile Gilioli, Emmanuel Auricoste, Étienne Hajdu, Baltasar Lobo et Berto Lardera.
À partir de 1954, il participe à des expositions collectives avec d'autres artistes, tels qu'Étienne Martin, Alicia Penalba, Marino di Teana, François Stahly, Simone Boisecq ou Jean Weinbaum. En 1956, il s'installe dans le quartier de Vaugirard où son atelier existe toujours. En 1966, il crée la fresque (mosaïque rouge, noire et blanche à motifs géométriques) du hall d'entrée de l'immeuble "Le Périscope", avenue d'Italie, Paris 13ème. Cette mosaïque est visible dans le film "Dernier domicile connu" de José Giovanni, l'immeuble étant le domicile de Jeanne Dumas (Marlène Jobert). En 1971, il crée quatre décors pour des assiettes en tirage limité à la Manufacture nationale de Sèvres.  
Selon sa volonté, il est enterré dans le petit cimetière jouxtant la chapelle de Pâquier sur la commune de Saint-Martin-de-la-Cluze, sous une pierre tombale qu'il avait lui même créée. En 1997, pour le 20e anniversaire de sa disparition, la municipalité décide d'acquérir la maison et l'atelier d'Émile Gilioli, répondant ainsi à la volonté exprimée par Babet Gilioli, son épouse, de créer un lieu à la mémoire de l'artiste. En 2004, l'atelier-maison est transformé en musée-bibliothèque qui accueille désormais une exposition permanente retraçant son œuvre.
En 1997, le musée Maillol organise une exposition en son honneur du 27 février au 15 mai à Paris.

## Œuvres monumentales
- 1946 : le Mémorial de Voreppe ;
- 1950 : le Monument aux morts des Déportés de Grenoble ;
- 1951 : le Monument de La Chapelle-en-Vercors ;
- 1952 : le Gisant de Vassieux-en-Vercors ;
- 1968 : la fontaine de l'hôtel de ville de Grenoble ;
- 1973 : le Monument national à la Résistance du plateau des Glières (Haute-Savoie).

## Œuvres dans les collections publiques
Belgique
- Anvers, musée de Sculpture en plein air de Middelheim.
- Koekelberg, musée d'Art religieux moderne.
- Ostende, musée d'Art à la mer.

Brésil
- São Paulo, musée d'Art moderne.

Canada
- Québec, Musée national des beaux-arts du Québec[4].

États-Unis
- New York, Museum of Modern Art.

France
- Dijon, musée des Beaux-Arts.
- Dunkerque, musée des Beaux-Arts.
- Grenoble, musée de Grenoble.
- Saint-Martin-de-la-Cluze, Atelier Gilioli, espace muséographique et bibliothèque.
- Montpellier, musée Fabre.
- Nantes, musée d'Arts.
- Paris :
  - musée national d'Art moderne ;
  - musée d'Art moderne de Paris ;
  - musée de la Sculpture en plein air ;
- Fillière et Glières-Val-de-Borne, plateau des Glières : Monument national à la Résistance, 1973.
- Rouen, musée des Beaux-Arts.

Israël
- Jérusalem, Musée d'Israël.

Italie
- Pietrasanta, Museo dei Bozzetti.

Luxembourg
- Luxembourg, Musée national d'histoire et d'art.

Royaume-Uni
- Londres, Tate Gallery.

Suisse
- Zurich, Kunsthaus.

Vénézuela
- Caracas, musée des Beaux-Arts.

## Distinctions
- Chevalier de la Légion d'honneur (1962)